# 괴강로
괴강로(Goegang-ro)는 대한민국의 충청북도 괴산군 괴산읍 시계탑사거리에서 시작하여, 괴산군 칠성면 칠성교 를 잇는 도로이다.

## 주요경유지
충청북도
- 괴산군 (괴산읍 . 칠성면)

## 노선 경로
| 이름                     | 접속 노선                     | 소재지 | 소재지 | 비고              |
| ------------------------ | ----------------------------- | ------ | ------ | ----------------- |
| 시계탑사거리             | 읍내로                        | 괴산군 | 괴산읍 | 국도 제19호선구간 |
| 제2괴산교                |                               | 괴산군 | 괴산읍 | 국도 제19호선구간 |
| 대덕사거리 (동진 교차로) | 국도 34호선 (중부로) (재월로) | 괴산군 | 괴산읍 | 국도 제19호선구간 |
| 동진교                   |                               | 괴산군 | 괴산읍 |                   |
| 대덕삼거리               |                               | 괴산군 | 괴산읍 |                   |
| 괴강교                   |                               | 괴산군 | 괴산읍 |                   |
|                          | 칠성면                        | 괴산군 |        |                   |
| 괴강삼거리               | 충민로                        | 괴산군 |        |                   |
| 갈읍삼거리               | 맹이재로                      | 괴산군 |        |                   |
| 칠성교                   |                               | 괴산군 |        |                   |
| 도정로와 직결            |                               |        |        |                   |

## 주요 건물 및 시설
- 롯데리아 괴산점 (괴강로 4/동부리 637-1)
- GS칼텍스 동부주유소 (괴강로 28/동부리 191)
- 국민건강보험공단 괴산증평지사 (괴강로 63/동부리 206-7)
- 괴산소방서 (괴강로 69/동부리 206-49)
- 충청북도선거관리위원회 괴산군선거관리위원회 (괴강로 79/동부리 206-4)
- 기아자동차 오토큐 괴산점 (괴강로 155/동부리 64-1)
- 경동택배 충북괴산동부 65영업소 (괴강로 156/동부리 65-1)
- S-OIL 공단주유소 (괴강로 156/동부리 64-3)
- HD현대오일뱅크 괴강주유소 (괴강로 246/대덕리 100)